# Yuto
Yuto es una ciudad y municipio del departamento Ledesma, en el este de la provincia de Jujuy, en la Argentina.
La región se enmarca en bioma de yungas australes, situándose en el espacio geográfico en donde la llanura chaqueña topa con el pedemonte de las sierras Subandinas. Yuto se encuentra desarrollado entre los ríos San Francisco y el Río Piedras.

## Geografía

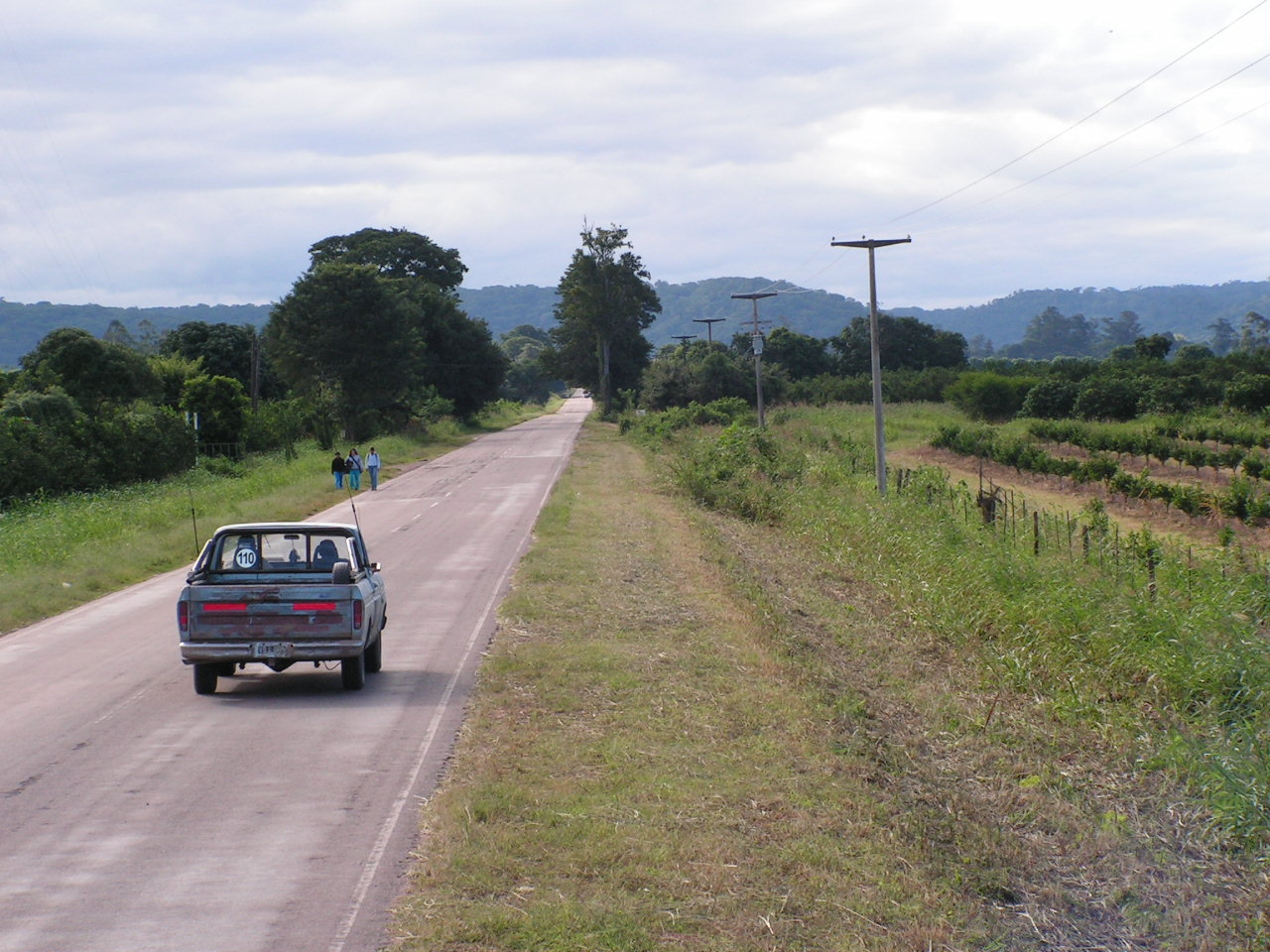
Acceso a Yuto

### Clima
Posee clima semitropical continental, con elevadas temperaturas diurnas casi todo el año (en verano, especialmente durante los meses de diciembre y enero, las temperaturas puede alcanzar 43 ºC, sin embargo esporádicamente, en las madrugadas de junio o julio de algunos inviernos las temperaturas pueden alcanzar cifras levemente inferiores a los 4 °C.
- Tº media anual de 21 °C
- Verano caluroso (21 a 42 °C) y húmedos (78 % HR)
- Invierno templado (8 a 24 °C), benigno y mínima ocurrencia de heladas
- Precipitación media anual de 850 mm, concentradas de noviembre a mayo.
- Vientos suaves con preponderancia sur, sudeste, a norte, noreste

### Sismicidad
La sismicidad del área de Jujuy es frecuente y de intensidad baja, y un silencio sísmico de terremotos medios a graves cada 40 años.
La población está ubicada en la Zona 4 de riesgo sísmico en Argentina (la más alta, junto a varias provincias andinas como San Juan o Mendoza).
Uno de los movimientos sísmicos que quedan grabados en la mente de los mayores es el ocurrido en enero de 1944 cuando un terremoto destruyó la ciudad de San Juan. En esa oportunidad se sintieron numerosas réplicas, pero no hubo daños materiales importantes en el pueblo de Yuto.
- Sismo de 1863: aunque dicha actividad geológica catastrófica, ocurre desde épocas prehistóricas, el terremoto del 4 de enero de 1863 (162 años),[3] señaló un hito importante dentro de la historia de eventos sísmicos jujeños, con 6,4 Richter. Pero nada cambió extremando cuidados o restringiendo códigos de construcción.[2]
- Sismo de 1948: el 25 de agosto de 1848 (176 años) con 7,0 Richter, el cual destruyó edificaciones y abrió numerosas grietas en inmensas zonas[3][2]
- Sismo de 2009: el 6 de noviembre de 2009 (15 años) con 5,6 Richter
- Sismo de 2020: el 31 de marzo de 2020 (3 años) con 3,9 Mercalli[4]

### Hidrografía
Río San Francisco
Declaró primer paisaje protegido fluvial de América del Sur. A través de la resolución Nro. 003/2022 se declaró de interés ambiental, el paisaje protegido fluvial del Río San Francisco, que se incorpora al sistema de áreas naturales protegidas en el marco de la Ley provincial Nro. 6080. El espacio comprende el cauce del Río San Francisco y los bosque Riberanos y Ripiaros. 
Rio Piedra
El río Piedras, que tiene sus nacientes en las laderas del Zenta y Calilegua, también vuelcan sus aguas en el río San Francisco. Gran parte del curso del río Piedras, de alrededor de 50 km, sirve de límite con la provincia de Salta.
Arroyo Yuto

## Historia

### Pueblos originarios prehispánicos
En épocas prehispánicas, el territorio fue poblado por las etnias originarias de los ocloyas (una parcialidad de los omaguacas), así como por churumatas, chanés y quechuas en lo más oriente. A estos se añadieron en el siglo XV  los invasores Incas procedentes de territorios que corresponden al centro-sur del Perú actual. Se trataba de un pueblito "Mataco" (es decir wichi según la denominación peyorativa que le dan los quechuas a los wichis.) 
La presencia europea se inició con los conquistadores españoles en el siglo XVI, aunque la consolidación de los europeos fue lenta, en gran medida por las dificultades climáticas y de accesibilidad.
Inicios del pueblo
En 1906, el gobierno nacional llevó a cabo una acción para mejorar la comunicación y el transporte de cargas y pasajeros en todo el país, lo que resultó en la llegada del ferrocarril a la región de Yuto. Este ferrocarril, llamado "Central Norte Argentino", abrió nuevas posibilidades de crecimiento y adelanto para la población local. La estación de ferrocarril recibió el nombre de Yuto, en referencia a un arroyo ubicado en la zona. Desde entonces, la ciudad ha experimentado un importante desarrollo gracias a su conexión con otras regiones del país

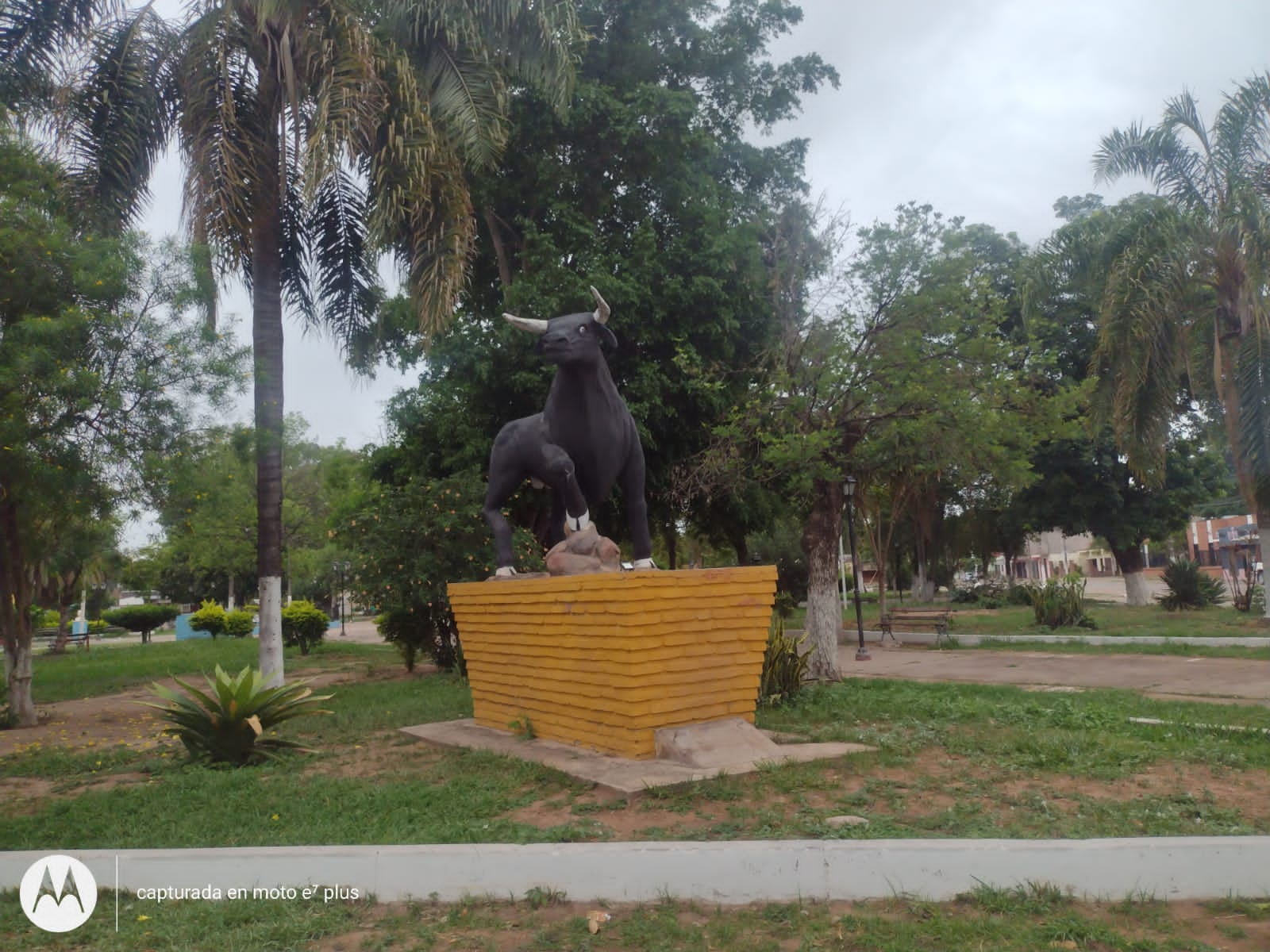
Estatua del Toro, en plaza central "Hipólito Yrigoyen"

### Aserradero Zannier
Se fundó en 1888 por Antonio Zannier.
El Doc. Francisco Zannier era un médico, comerciante y empresario que vino a Argentina en 1886. En 1888 fundó la empresa Zannier, la primera aserradora de la región. Durante muchos años Zannier se involucró actualmente en la empresa, aunque luego la administró a distancia desde Bélgica tuvo un papel muy importante en el desarrollo de la región y en la ciudad.
No solo producía madera, a no que también construyó vías férreas y proveyó electricidad a la región. Además, construyó casas, colegios, canchas de futbol y otras instalaciones públicas en la ciudad. 

### Toponimia
El origen del nombre de yuto según la tradición el nombre se aplicó a un mencionado arroyo porque solía encontrarse habitualmente un buey “yuto” en ese arroyo, los criollos se acostumbraron a llamarlo como “arroyo del buey yuto” y luego “arroyo Yuto”.
También existe otra versión acerca del origen del nombre. Se llama así por el hecho de que en épocas invernales no alcanzaban las aguas a desembocar en el mencionado San Francisco, porque desaparecían en el arenoso curso y así el arroyo queda “yuto”.

## Disputa de límites con Salta
Como consecuencia de una inundación en 1957, que cambió el curso del río Las Piedras, terrenos jujeños de la "Colonia Agrícola de Yuto" quedaron ubicados sobre la margen izquierda del nuevo curso en las zonas denominadas "La Isla" y "El Bolsón". Debido a disputas de jurisdicción judicial, el 11 de marzo de 1983, los gobernadores de Salta y de Jujuy firmaron una declaración por la cual acordaron mantener el statu quo, por lo que el límite interprovincial continuó siendo el cauce histórico del río de Las Piedras, anterior a la inundación de 1957, tal como lo que establece la real cédula de la Corona española de 1797 que aprobó la fundación de Orán de 1725.  (enlace roto disponible en Internet Archive; véase el historial, la primera versión y la última).

## Medio ambiente

### Flora
Por pertenecer al departamento de Ledesma contiene más de 200 especies de árboles, unas 80 variedades de helechos. Al estar ubicado en las Yungas corresponde al piso de vegetación denominado Selva Montana. Posee espesos bosques húmedos de nogales, cedros, tipas, laurel del cerro, alisos, matos, ceibos, arrayanes, molles y cochuchos en  la región cercana al Bananal; y churquis, tuscas y coronillos en las partes más secas.

### Fauna
Posee más de 100 especies de mamíferos, 500 especies de aves y unas 30 especies de sapos y ranas. Es un refugio natural  para especies como el yaguareté, el tapir, el pecarí, el guacamayo verde, el loro alisero o el pato criollo.
También cuenta con una variada población de mamíferos que habitan en sus bosques y ríos, como la corzuela baya, el zorro de monte, el oso hormiguero, el zorrino, y varias especies de felinos pequeños. 

### Problemas ambientales

#### Contaminación del Río San Francisco
Existen diferentes denuncias hacia la empresa azucarera Ledesma por verter fluidos contaminantes en el río San Francisco. Esto provoca  mortalidad de peces y la modificación progresiva de su biodiversidad. 

#### Riesgo de inundaciones
El pueblo de yuto tiene un alto riesgo de inundaciones debido a su cercanía a los ríos San Francisco, Río Piedra y el Arroyo yuto, que estos tienden a crecer debido a su clima subtropical y las fuertes lluvias torrenciales que ocurren en los alrededores del pueblo. La parte más afectada es el sur y oeste de la ciudad, debido a su a proximidad de las redes hídricas del Río San Francisco y Río Piedra. 

#### Incendios Forestales
Debido a la zona en la que se encuentra la localidad de Yuto (Selva-Yungas) no son muy raros los incendios forestales provocados o accidentales de la zona de los montes o de las quintas de alrededores. Ejemplo de esto fue lo sucedido a comienzos del mes de septiembre del año 2022, cuando se vio provocado uno de los mayores incendios de Yuto y de zonas aledañas, en el cual se vieron afectados la mayor parte de los montes alrededor de la ruta nacional N°34. 

## INTA - Estación Experimental de Cultivos Tropicales Yuto

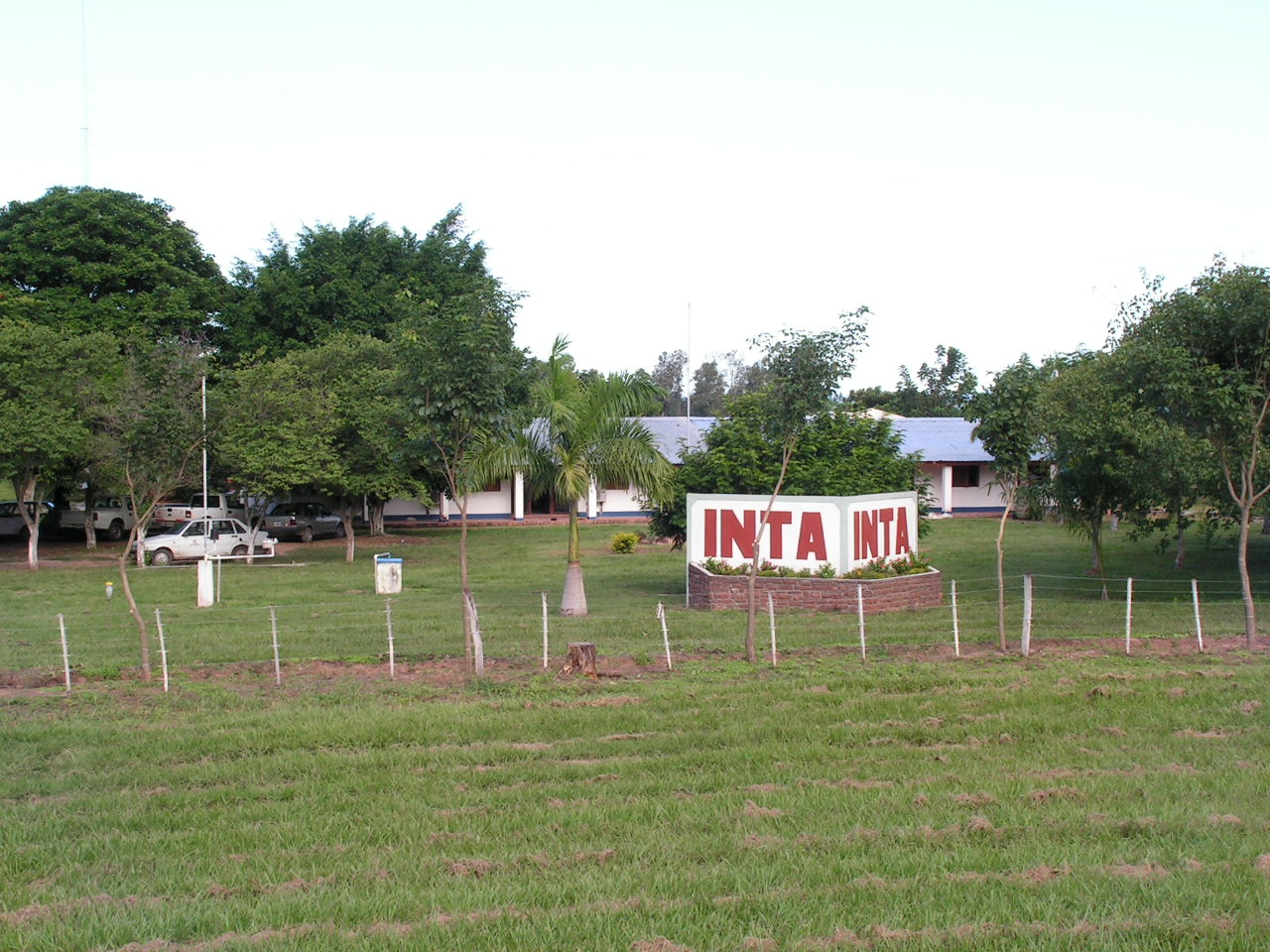
Ingreso al INTA (Yuto)

El Instituto Nacional de Tecnología Agropecuaria tiene esta importante unidad tecnológica desde 1978. La EECT Yuto,  en el corazón de las yungas es una Experimental del INTA, que específicamente trabaja en los sistemas relevantes del trópico.
Se encuentra en la RN 34 y el cruce con la ruta provincial RP 83, que llega a la ciudad de Yuto a 7 km.
El área de influencia de la EECT Yuto abarca las Yungas y la parte occidental del Chaco Semiárido, con 730 000 ha. Comprende los valles del río San Francisco, del río Bermejo y del Zenta, en el norte de las provincias de Salta y Jujuy, con altitudes que van desde los 300 m s. n. m. hasta 1800 m s. n. m.

### Cultivos Bajo Cubierta: Bananos
Una de las actividades que se llevaron a cabo fue la de fomentar los medio de cultivo bajo cubierta y exponer las ventajas que esto supone debido al tipo de clima y las situaciones climatológicas que sufre la zona, como las temperaturas extremas del calor o de las heladas. Esto con el objetivo de ampliar la producción local, como es la de bananos.

## Economía
La localidad se especializa en la producción fruti-hortícola. Los principales productos obtenidos son los cítricos como: naranja Valencia, tanjarina, hamlin, mandarina criolla y limón; también  frutales como: mango, palta, durazno y banana, y hortalizas como : tomate, berenjena, chaucha, zapallito, pepino, pimiento y verdura de hoja. 
La economía de Yuto se basa principalmente en el sector primario.  Se destaca la exportación de diversas flores tropicales como paltas y bananas.  
El Bananal, caracterizado por tener algunas producciones “no tradicionales” como papaya, mango y maracuyá, debido a su microclima tropical es tierra fértil para frutas exóticas como: la pitaya (o Fruta del Dragón), originaria de México, la cual posee un gran valor económico de exportación. la misma se cultiva en finca la Iguana, propietarios oriundos de la localidad de Yuto.
Por otro lado hay forestaciones con importante explotación de madera.  
El resto de la población es absorbido por el empleo público y negocios menores como comercios de distintos ramos.

## Educación

### Escuelas Primarias

#### Escuela N°202 "Enrique Mosconi"
Comenzó a funcionar el 19 de marzo de 1973 con una matrícula de 218 estudiantes de jardín de infantes a séptimo grado, en espacios cedidos en carácter de préstamo por la parroquia San Miguel Arcángel.
5 años más tarde se mudó a sus actuales instalaciones, en el barrio San Miguel.

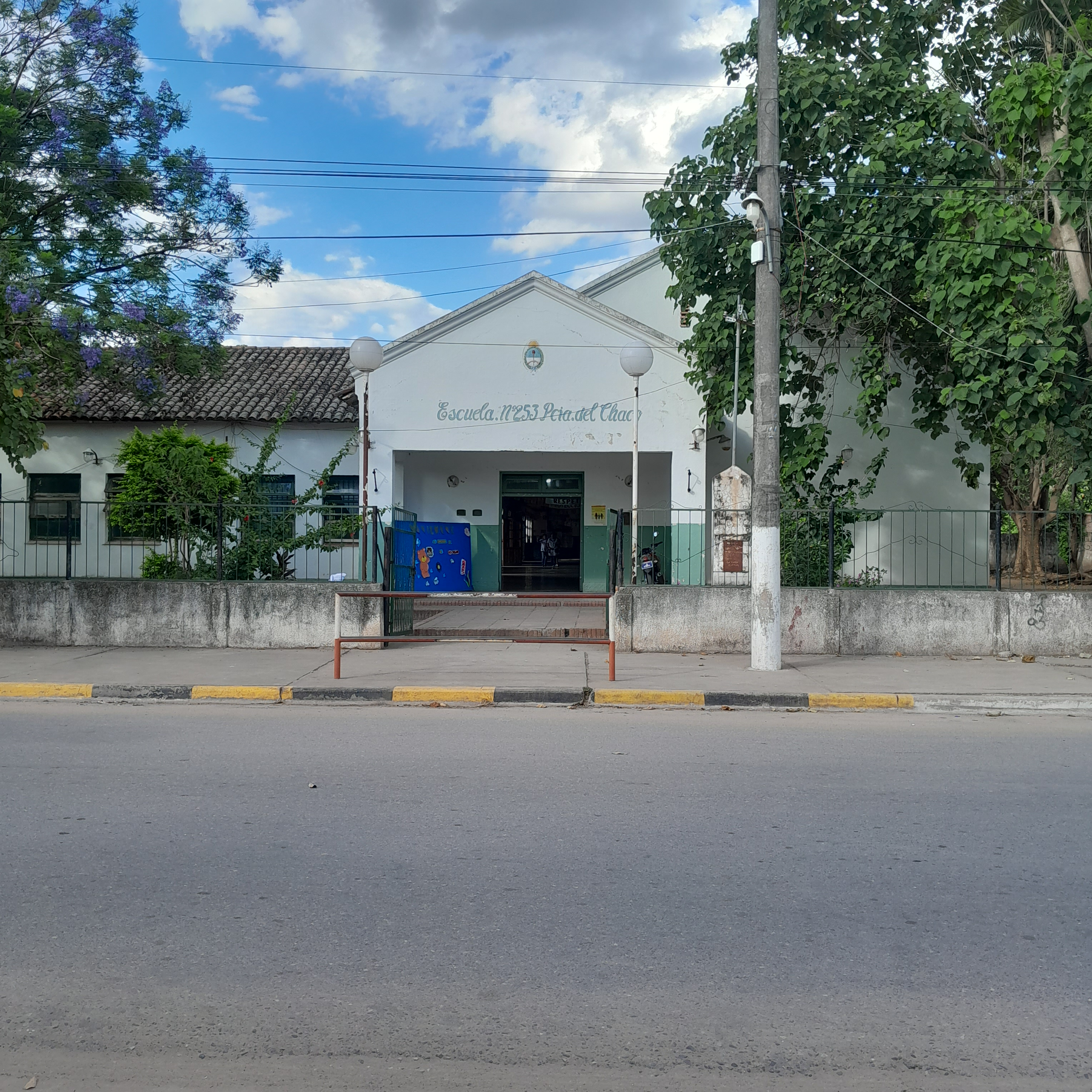
Fachada Escuela Primaria N°253 "Provincia del Chaco"

#### Escuela primaria N.º 253 Provincia del Chaco
Escuela perteneciente a la educación pública estatal. Está ubicada sobre calle Teodoro Sánchez de Bustamante cercana a la plaza central. La escuela puntualmente está localizada en el centro del pueblo, rodeada de las principales instituciones como: municipalidad, plaza, hospital, cajero automático, telefónica, entre otros.

### Escuelas Secundarias

#### Escuela de Minas "Horacio Carrillo" Sede Yuto

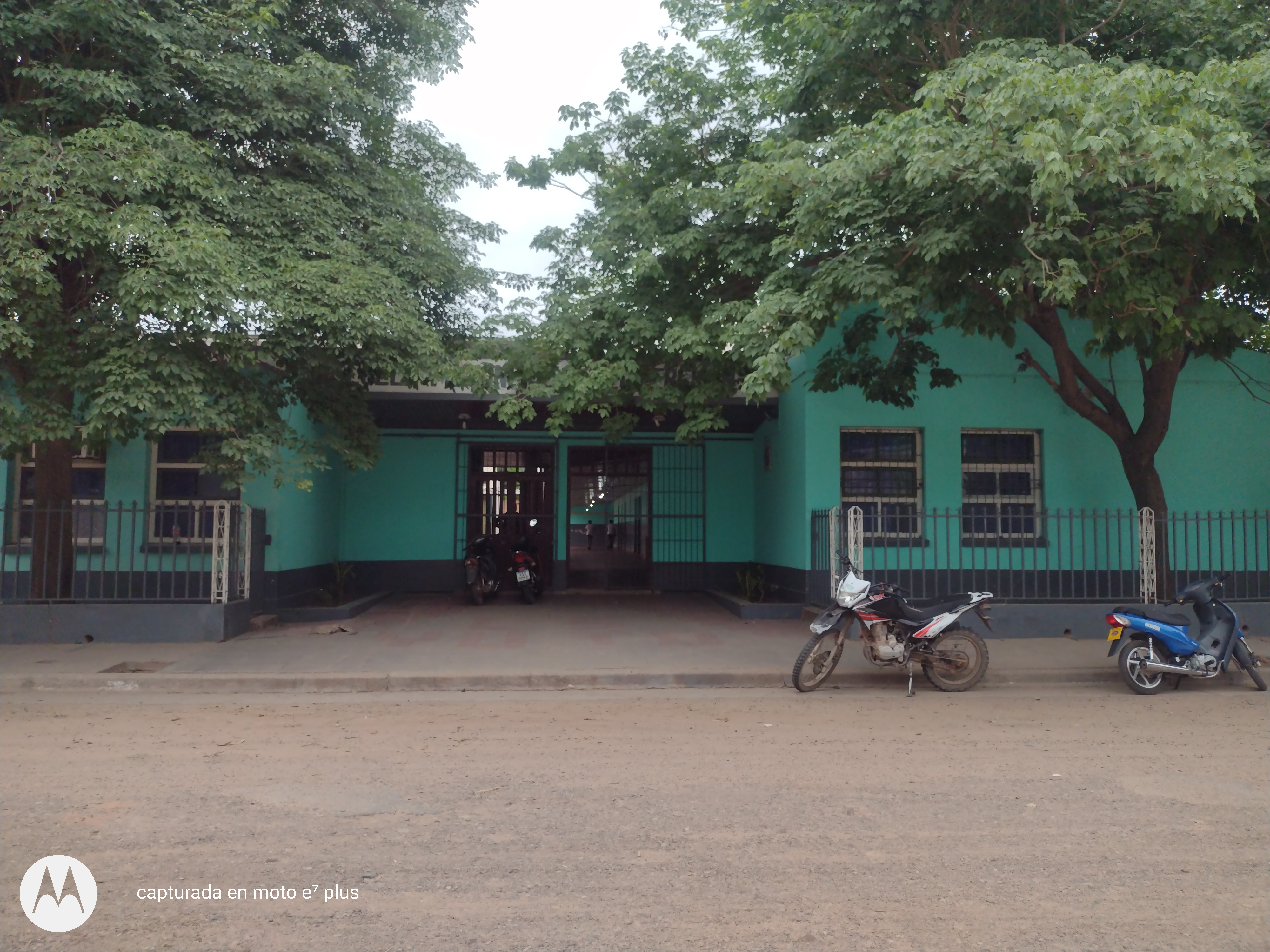
Fachada Comercial N°5

La Escuela de Minas "Dr. Horacio Carrillo" de la Universidad Nacional de Jujuy (UNJu) comenzó a funcionar en la localidad de yuto el día 13 de mayo del 2019 con la primera promoción de unos 30 alumnos/as en el salón de la parroquia de San Miguel, frente la plaza central, con el apoyo del entonces rector de la Universidad Nacional de Jujuy, Lic. Rodolfo Tecchi. Actualmente su edificio institucional está ubicado en la esquina entre la calle Entre Ríos y la calle Sarmiento de la localidad de Yuto.  (31°22′52″N 110°14′04″O / 31.3809864, -110.2344247)

#### Escuela Provincial de Comercio N°5
La institución educativa "Escuela Provincial de Comercio N°5" es un establecimiento educativo urbano de gestión pública ubicado en el centro de la ciudad de Yuto. 

#### Colegio Secundario N°27
Colegio ubicado en el bananal 
Posee orientación en Bachillerato en Ciencias Sociales y Humanidades .Sus alumnos cursan prácticas agrícolas de capacitación laboral, las mismas se realizan en un espacio cedido por el INTA.

## Población
Cuenta con 6301 habitantes (Indec, 2010), lo que representa un incremento del 2.5% frente a los 6147 habitantes (Indec, 2001) del censo anterior.
| Gráfica de evolución demográfica de Yuto entre 1991 y 2010 |
|                                                            |
| Fuente: Censos nacionales del INDEC                        |

## Personalidades destacadas
Entre las personalidades destacadas de la ciudad de Yuto se encuentra María José Sánchez Monge, ingeniera en Recursos Naturales y Ambiente graduada de la Universidad Católica de Salta (Ucasal) que se desempeña como consultora en el Programa de las Naciones Unidas para el Desarrollo (Pnud). Además es fundadora de la alianza global "Madres de la Tierra" junto a la Secretaría de Ambiente de la Nación.

## Salud

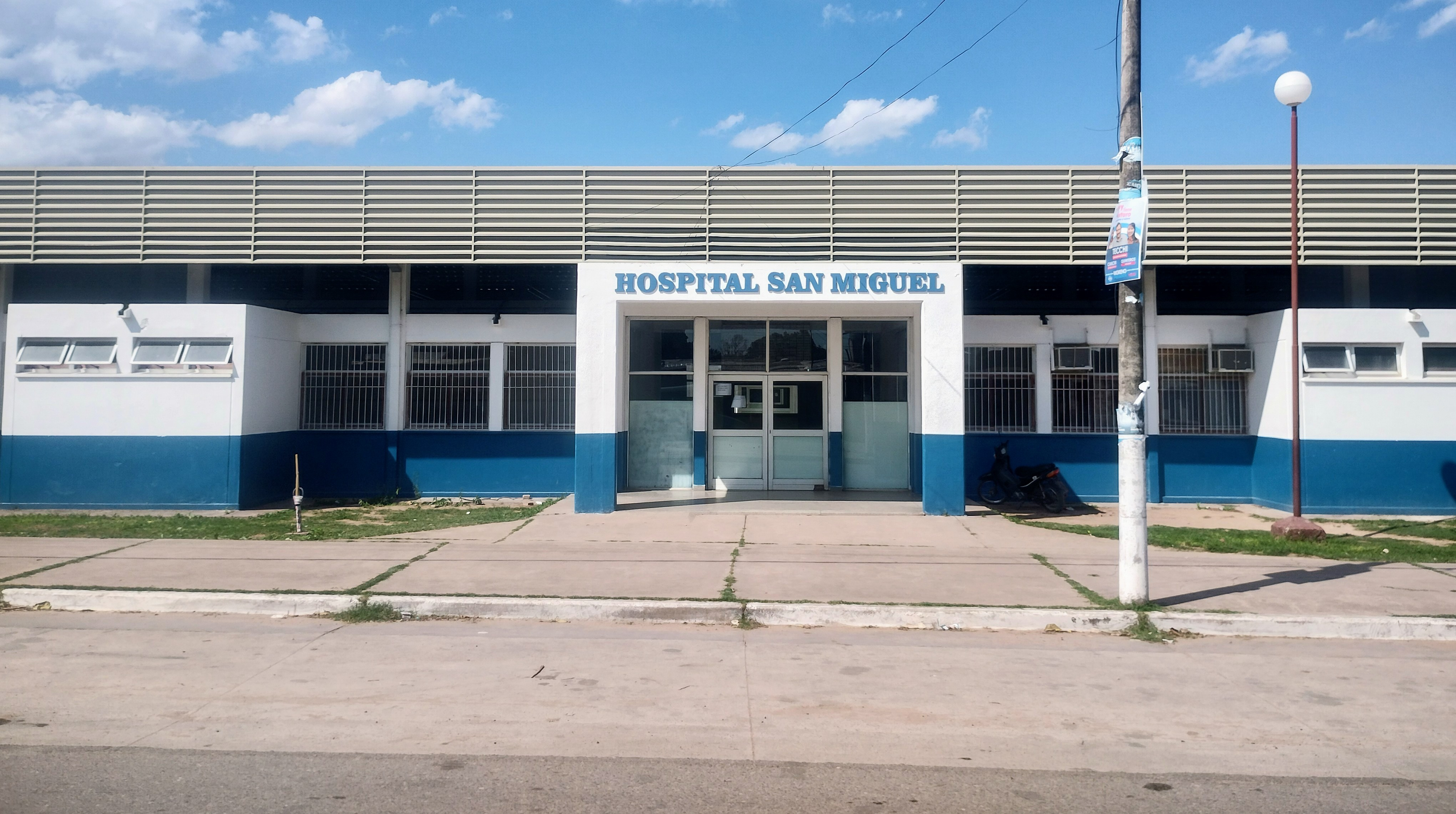
Hospital San Miguel. Acceso calle Sánchez de Bustamante

### Hospital San Miguel
En el año 1958 inició como una sala de primeros auxilios sobre la calle Tucumán y desde 2002 funciona en el edificio de calle Teodoro Sánchez de Bustamante en el acceso a la ciudad. El hospital  brinda sus servicios a la población local, de la zona de fincas y de El Bananal. Cuenta con los servicios de Administración, APS, Nutrición, Fisioterapia, Laboratorio, Esterilización, Radiología, Farmacia, Psicología, Servicio Social, Odontología, Mantenimiento y Lavandería y Consultorios Externos de Pediatría, Clínica Médica y Ginecología. 

## Cultura y Tradiciones

### Fiestas populares

#### Fiestas patronales
Es una fiesta celebrada cada 29 de septiembre, en honor al santo patrono San Miguel Arcángel, se realiza un acto protocolar en la plaza central Hipólito Irigoyen con todas las instituciones del pueblo y el bananal, en este marco se realiza un acto protocolar con el desfile de las instituciones escolares, personal municipal, personal de salud, policías, entre otros.

#### Encuentro de Danzas Folclóricas Yuto
Se efectúa anualmente en septiembre cerca del 29 de septiembre.

### Instituciones culturales
Museo Cornejo Hardcastle. 

### Biblioteca Popular y Centro Cultural de Yuto
La biblioteca fue fundada en marzo de 2021, en un espacio cedido por la Liga de Madres de la ciudad. Entre sus funciones tiene por promover encuentros de Literatura, acercando además propuestas artísticas y culturales.

## Deportes

### Futbol
Clubes deportivos:
- Ligas infantiles: CADY Juniors y Lobito Juniors.
- Club Atlético Defensores de Yuto Fusión de los equipos Atlético Yuto y Defensores de Yuto.
- Escuela de Fútbol Infantil Tablada - Jardín
- Escuela Deportiva y Cultural San Miguel

El pasado 23 de agosto de 2023, el Club Atlético Defensores de Yuto se consagró campeón de la Copa Federación. 

## Centros religiosos

### ParroquiaSan Miguel Arcángel
La edificación en honor a este arcángel data del año 1957 y su erección como parroquia, del 4 de octubre de 1961.
| Diócesis  | Jujuy               |
| --------- | ------------------- |
| Parroquia | San Miguel Arcángel |

## Otras infraestructuras

### Estación de bomberos
Creada en el año 2018.
Su misión es reducir reducir riesgos de incendios forestales y rurales en las distintas áreas, consecuencias perdidas ambientales, equipamiento y el conocimiento para aplicar tecnologías apropiadas al manejo del fuego. 

### Presa, embalse y central de Yuto
El aprovechamiento, basado en la regulación de las aguas del río San Francisco, tiene un potencial de riego de 84.100 ha y generación de 186 GWh/año.